# Danny Handling
Danny Handling (Edimburgo, 6 de febrero de 1994) es un futbolista escocés, que juega actualmente para el Edinburgh City, de la segunda división de Escocia.

## Clubes
| Club            | Temporada     | Liga | Liga  | Copa | Copa  | Copa de Liga | Copa de Liga | Europa | Europa | Total | Total |
| Club            | Temporada     | App  | Goles | App  | Goles | App          | Goles        | App    | Goles  | App   | Goles |
| --------------- | ------------- | ---- | ----- | ---- | ----- | ------------ | ------------ | ------ | ------ | ----- | ----- |
| Hibernian       | 2010–11       | 1    | 0     | 0    | 0     | 0            | 0            | 0      | 0      | 1     | 0     |
| Hibernian       | 2011–12       | 0    | 0     | 0    | 0     | 0            | 0            | 0      | 0      | 0     | 0     |
| Berwick Rangers | 2011–12       | 7    | 7     | 0    | 0     | 0            | 0            | 0      | 0      | 7     | 7     |
| Hibernian       | 2012–13       | 15   | 1     | 3    | 0     | 0            | 0            | 0      | 0      | 18    | 1     |
| Hibernian       | 2013–14       | 1    | 0     | 0    | 0     | 0            | 0            | 2      | 0      | 3     | 0     |
| Total carrera   | Total carrera | 24   | 8     | 3    | 0     | 0            | 0            | 2      | 0      | 29    | 8     |